# Peters Andet Brev
Peters Andet Brev er et skrift, der indgår i Det Nye Testamente. Det anses generelt som værende et pseudopigraf, som er udgivet under falsk navn for at opnå den autoritet, der er knyttet til Apostlen Peter.
Teksten er skrevet engang først i 100-tallet af en ukendt forfatter.
Peters Andet Brev tilhører de såkaldt 'katolske' breve', det vil sige breve, som mere er henvendt til kirken som sådan, frem for en helt konkret menighed, som det oftest er tilfældet for Paulus' breve.
Det andet brev er også en advarsel mod vranglære, herunder gnosticismen, som Paulus er blevet taget til indtægt for, af nogle tidlige kristne gnostikere: "I hans [Paulus'] breve er der nogle ting, som er vanskelige at forstå, og som ukyndige og ubefæstede sjæle fordrejer – men det gør de jo også med de øvrige skrifter – til deres eget fordærv" (fra kapitel 3, vers 16).
Desuden lader det til, at der er folk, der har hånet de kristne for, at Jesus' genkomst endnu ikke har fundet sted, som lovet. Men for Herren er én dag som tusind år: "Dette ene må I ikke glemme, mine kære, at for Herren er én dag som tusind år, og tusind år som én dag. Herren er ikke sen til at opfylde sit løfte, sådan som nogle mener, men han har tålmodighed med jer, fordi han vil, at ingen skal gå fortabt, men at alle skal nå til omvendelse" (kapitel 3, vers 8 og 9).
Peters andet brev er givetvis det yngste skrift i Det Nye Testamente, og derfor i hele Bibelen. Derfor er det ikke mærkeligt, at der lever mange forskellige kristendomsopfattelser på dette tidspunkt - som bruger blandt Paulus' breve efter forgodtbefindende.